# دون كامبل (راقص)
دون كامبل (بالإنجليزية: Don Campbell)‏ هو راقص أمريكي، ولد في 7 يناير 1951 في سانت لويس في الولايات المتحدة.

## وصلات خارجية
- دون كامبل على موقع IMDb (الإنجليزية)
- دون كامبل على موقع ميوزك برينز (الإنجليزية)
- دون كامبل على موقع ديسكوغز (الإنجليزية)